# Dasyatis ukpam
Dasyatis ukpam  (лат.) — малоизученный вид рода хвостоколов из семейства хвостоко́ловых отряда хвостоколообразных надотряда скатов. Они обитают тропических водах рек и озёр Западной Африки. Максимальная зарегистрированная ширина диска 120 см. Грудные плавники этих скатов срастаются с головой, образуя ромбовидный диск, ширина которого немного уступает длине. Хвост длиннее диска. Хвостовой шип редуцирован или полностью отсутствует. Дорсальную поверхность диска и хвоста покрывают многочисленные шипы. Окраска диска ровного тёмно-коричневого или тёмно-серого цвета. Подобно прочим хвостоколообразным Dasyatis ukpam размножаются яйцеживорождением. Эмбрионы развиваются в утробе матери, питаясь желтком и гистотрофом. Эти хвостоколы встречаются крайне редко.

## Таксономия и филогенез
Впервые Dasyatis ukpam был научно описан в 1863 году как Hemitrygon ukpam. У описываемой особи шип был редуцирован, поэтому автор позднее отнёс его к промежуточному роду между Urogymnus, для которого характерно отсутствие шипов, и Trygon (=Dasyatis) — Hemitrygon. Позднее род Trygon  род Dasyatis были признаны синонимами. В дальнейшем в литературе этот вид относят как к роду Dasyatis, так и роду Urogymnus. Видовой эпитет происходит от нигерийского названия этого ската.

## Ареал и места обитания
В Западной Африке обитают всего два вида пресноводных хвостоколов — Dasyatis ukpam и Dasyatis garouaensis. Dasyatis ukpam встречаются в  реке Олд Калабар, Нигерия, Санага, Камерун, озере Эзанга, реке Огове, Габон и в реке Конго у берегов Бинды и Бомы. Оригинальное описание вида относилось к особи, пойманной в солоноватых водах устья Олд Калабар, однако эвригалинность данного вида ещё не подтверждена современными источниками. Если эти скаты действительно способны жить в воде с широким диапазоном солёности, значит они могут переплывать из одной речной системы в другую через прибрежные воды.

## Описание
Грудные плавники этих скатов, образованные 142—148 радиальными лучами, срастаются с головой, образуя ромбовидный плоский диск, ширина которого меньше длины, с закруглёнными плавниками («крыльями»). Рыло овальное, слегка выступает за края диска. Позади крупных глаз расположены выступающими брызгальца. На вентральной поверхности диска расположены 5 пар жаберных щелей, рот и ноздри. Между ноздрями пролегает лоскут кожи с бахромчатым нижним краем. Рот изогнут в виде дуги, на дне ротовой полости присутствуют 5 отростков. Зубы выстроены в шахматном порядке и образуют плоскую поверхность. Во рту имеется 38—40 верхних и 38—48 нижних зубных рядов. Брюшные плавники закруглены, а их внешние края срастаются друг с другом. У неполовозрелых особей кнутовидный хвост в 3 длиннее диска, с возрастом это соотношение уменьшается. У некоторых особей у основания хвостового стебля на  дорсальной поверхности расположен шип с 46 зазубринами, соединённый протоками с ядовитой железой. Периодически шип обламывается и на их месте вырастает новый. У самцов длина шипа в среднем равна 5,6 см, а у самок 4,6 см. У молодых скатов шип покрыт защитной мембраной
У новорожденных кожа совершенно голая. С возрастом она покрывается многочисленными колючками. Окраска дорсальной поверхности диска ровного тёмно-коричневого или тёмно-серого цвета. Вентральная поверхность диска белая, края имеют тёмную окантовку. Максимальная зарегистрированная ширина диска 120 см, а общая длина 3 м. Чтобы поднять такого ската потребовались усилия четырёх человек.

## Биология
Подобно прочим хвостоколообразным Dasyatis ukpam  относится к яйцеживородящим рыбам. Эмбрионы развиваются в утробе матери, питаясь желтком и гистотрофом. В помёте до 2 новорожденных. Рацион этих хвостоколов в основном состоит из конгеровых. Самка с диском шириной 45,2 см, пойманная в реке Санага, оказалась неполовозрелой.

## Взаимодействие с человеком
В XIX веке Dasyatis ukpam встречались в реке Олд Калабар в довольно большом количестве. В настоящее время вид известен по 10 экземплярам, хранящимся в музеях и немногочисленным особям,  попавшимся в реках Габона. Их ареал приходится на густонаселённый район, в котором ведётся интенсивный промысел. Мясо скатов считается у местоного населения деликатесом. Вид страдает от ухудшения условий среды обитания, обусловленного антропогенными факторами. 
Международный союз охраны природы присвоил этому виду статус сохранности «Вымирающий».